# Berthold Krüger

Berthold Krüger

Berthold Krüger (* 26. März 1877 in Hoppenrade; † 11. Februar 1941 ebenda) war ein deutscher Politiker (DNVP).

## Leben und Wirken
Krüger besuchte die Volksschule. Später wurde er privat unterrichtet. Anschließend wurde er von 1892 bis 1902 in der Landwirtschaft und im Obstbau ausgebildet. Seit 1902 wurde er selbstständiger Landwirt.
1905 begann Krüger sich öffentlich zu betätigen. Dabei widmete er sich hauptsächlich landwirtschaftlichen Interessen. Von 1913 bis 1918 gehörte Krüger als Abgeordneter des Wahlkreises Koblenz 1 (Wetzlar) dem Preußischen Abgeordnetenhaus als Vertreter der Nationalliberalen an. Nach dem Ersten Weltkrieg schloss Krüger sich der Deutschnationalen Volkspartei (DNVP) an. Bei der Reichstagswahl vom Juni 1920 wurde er als Kandidat der DNVP für den Wahlkreis 4 (Potsdam I) in den Reichstag gewählt, dem er bis zum Dezember 1924 angehörte. Sein Mandat wurde bei der Wahl vom Mai 1924 bestätigt. Daneben war er Mitglied des preußischen Staatsrates, Mitglied des Kreistages des Kreises Osthavelland, Mitglied des Provinziallandtages und des Provinzialausschusses der Provinz Brandenburg sowie Mitglied des Gemeinderates von Hoppenrade, und Vorsitzender des brandenburgischen Landbundes. Ferner verfasste er volkswirtschaftliche Aufsätze und Texte über Agrarfragen (Ernährung, Produktion).